# Carrauntoohil
Carrauntoohil ili Carrantuohill (irski: Corrán Tuathail) je najviši vrh Irske visok 1038 metara. 
Carrauntoohil se nalazi u jugozapadnoj Irskoj u županiji Kerry, dio je planinske regije Macgillycuddy's Reeks u kojoj postoje još dva vrha viša od 1000 metara Beenkeragh 1010 m i Caher 1001 m. Na vrhu Carrauntoohila nalazi se veliki metalni križ visok 5 metara. Najlakši uspon na planinu je u smjeru sjeveroistoka nije potrebna posebna planinarska oprema jer uspon nije zahtjevan.

## Vanjske poveznice
- Panoramske slike  Arhivirana inačica izvorne stranice od 10. svibnja 2013. (Wayback Machine)